# Arthur Wesley Dow
Arthur Wesley Dow (ur. 6 kwietnia 1857 w Ipswich, Massachusetts, USA, zm. 13 grudnia 1922 w Nowym Jorku) – amerykański malarz, grafik, fotograf, teoretyk sztuki i pedagog artystyczny. Był czołową postacią w ruchu artystycznym Arts and Crafts Movement, który doszedł do głosu w Ameryce w końcu XIX i na początku XX wieku, a jego idee są powszechnie uznawane za stylistyczny fundament tego ruchu. Dow głosił zasadę czystego designu i postulował raczej ręczne niż maszynowe wytwarzanie przedmiotów. Odegrał ważną rolę w ukształtowaniu współczesnej sztuki amerykańskiej. Jego twórczość stanowiła pomost między sztuką Wschodu a Zachodu; stosując zasady orientalnego designu do przedstawień zwykłych miejsc, Dow tworzył dzieła, które wyprzedzały swój czas, antycypując syntezę Wschodu i Zachodu, której mieli poszukiwać XX-wieczni artyści modernistyczni.

## Życiorys
Dow urodził się w Nowej Anglii, w starej, zasiedziałej rodzinie jako najstarszy syn Mary Patch i Davida Dow. Już jako młody człowiek przejawiał zainteresowanie kolonialną przeszłością rodzinnego miasta. Wspólnie z wielebnym Augustinem Caldwellem stworzył w latach 1875–1880 serię Antiquarian Papers, na którą złożyły się jego rysunki przedstawiające lokalną architekturę kolonialną. To Caldwell doradził mu następnie podjęcie formalnej edukacji w dziedzinie sztuki.
W 1880 w Worcester w rodzinnym stanie Dow pobierał pierwsze lekcje sztuki pod okiem Anny K. Freeland. W następnym roku kontynuował naukę w Bostonie u Jamesa M. Stone’a, byłego studenta Franka Duvenecka i Gustave’a Bougereau. W październiku 1884 idąc w ślady wielu rodzimych malarzy swojej epoki wyjechał do Paryża. W stolicy Francji rozpoczął studia w Académie Julian, gdzie wykładowcami byli Gustave Boulanger i Jules Joseph Lefebvre. Wśród jego kolegów znaleźli się John Henry Twachtman, Willard Metcalf i Edmund Tarbell. Podczas pobytu za granicą Dow spędzał sezony letnie w Pont-Aven w Bretanii, gdzie malował pejzaże. Były one wystawiane w paryskim Salonie.
W 1887 Dow powrócił do Ameryki. W roku następnym miała miejsce pierwsza indywidualna wystawa jego prac w J. Eastman Chase Gallery w Bostonie. Po spędzeniu kolejnego lata w Pont-Aven Dow w 1889 osiadł w Ipswich. Założył pracownię w Bostonie, do której miał nadzieję przyciągnąć studentów. Rozpoczął owocną działalność jako pedagog artystyczny. W Bostonie zainteresował się egipskimi i azteckimi artefaktami, z którymi zetknął się w miejscowej Bibliotece Publicznej i w Museum of Fine Arts. Zaczął studiować sztukę japońską, w tym prace japońskiego artysty Hokusai. Nawiązał kontakt z kustoszem działu sztuki japońskiej w Museum of Fine Arts, Ernestem Fenollosą, który, podzielając jego pogląd, iż sztuka powinna mieć charakter zarówno malarski jak i dekoracyjny, zapoznał go z pracami innych mistrzów malarstwa atramentowego i techniki drzeworytu. Wkrótce po spotkaniu z Fenollosą Dow wypracował metodę tworzenia drzeworytów, w której zawarł własne doświadczenia z japońskimi technikami. Tematy do swoich drzeworytów znajdował głównie na wybrzeżu w okolicach Bostonu, które według niego odpowiadały japońskiemu pojmowaniu natury. Wypracowane założenia Dow wykorzystywał później w swoich wykładach poświęconych kompozycji i designowi.
W roku 1893 Dow został mianowany asystentem Fenollosy w dziale kolekcji japońskiej w Museum of Fine Arts w Bostonie. Dwa lata później dał wykład, w którym zawarł własne refleksje na temat sztuki japońskiej. Wykład ten stał się podstawą jego popularnego podręcznika, opublikowanego w 1899, zatytułowanego „Composition: A Series of Exercises in Art Structure for the Use of Students and Teachers” („Kompozycja: seria ćwiczeń struktury sztuki do użytku studentów i nauczycieli”), będącej przykładem metody nauczania, w której koncentrował się on na kompozycyjnych elementach linii, „notan” (japoński termin dla określenia równowagi światła i cienia w kompozycji) i kolorze. Książka była kilkakrotnie wznawiana, a szkoły artystyczne w całych Stanach Zjednoczonych przyjęły metodę Dowa. Wśród artystów, którzy wykorzystali założenia Dowa, byli malarze: Max Weber, Georgia O’Keeffe, fotografowie Alvin Langdon Coburn i Gertrude Käsebier, grafik Pedro Joseph de Lemos, artystka-ceramik Adelaïde Alsop Robineau, Newcomb Pottery i Byrdcliffe Colony. Ponieważ podręcznik „Composition” był powszechnie używany w szkołach publicznych, posłużył do szerokiego spopularyzowania idei Dowa, który później napisał kolejne książki na temat designu, w tym „Theory and Practice of Teaching Art” i „Constructive Art Teaching”.
Dow zmarł w Nowym Jorku. Jego prace znajdują się m.in. w: Amon Carter Museum of American Art, Metropolitan Museum of Art, Museum of Fine Arts w Bostonie, Wadsworth Atheneum, Herbert F. Johnson Museum of Art przy Cornell University, San Diego Museum of Art, Fine Arts Museums of San Francisco i Smithsonian American Art Museum and the Renwick Gallery oraz w wielu innych kolekcjach, zarówno publicznych jak i prywatnych.

### Działalność pedagogiczna
Dow był aktywnym pedagogiem. Oprócz wykładów w swej pracowni w Bostonie rozpoczął zajęcia w Ipswich Summer School of Art, które kontynuował do 1907. W latach 1885–1904 wykładał w Pratt Institute w Brooklynie, a w 1897–1903 także w Art Students League. W 1904 został mianowany dyrektorem Fine Arts Teacher’s College przy Uniwersytecie Columbia, które to stanowisko piastował aż do śmierci w 1922. W swoich wykładach akcentował wypracowane wcześniej założenia mające służyć osiągnięciu syntezy osiągnięć sztuki wschodniej i zachodniej.

## Twórczość
Częstymi tematami amerykańskich pejzaży Dowa były bagna jego rodzinnych okolic oraz teren Bayberry Hill. Większość swego czasu w pierwszej dekadzie XX w. artysta poświęcił drzeworytom. Kiedy w 1907 powrócił do malarstwa olejnego, zaczął eksperymentować z jaśniejszą paletą i bardziej wyrazistymi pociągnięciami pędzla.
Podczas swej działalności artystycznej Dow wypracował własny styl, w którym zawarł syntezę sztuki japońskiej z syntetyzmem i impresjonizmem. Jego prace charakteryzuje uproszczenie barwnych form, odczytywanych jako płaskie kształty na dwuwymiarowej płaszczyźnie.

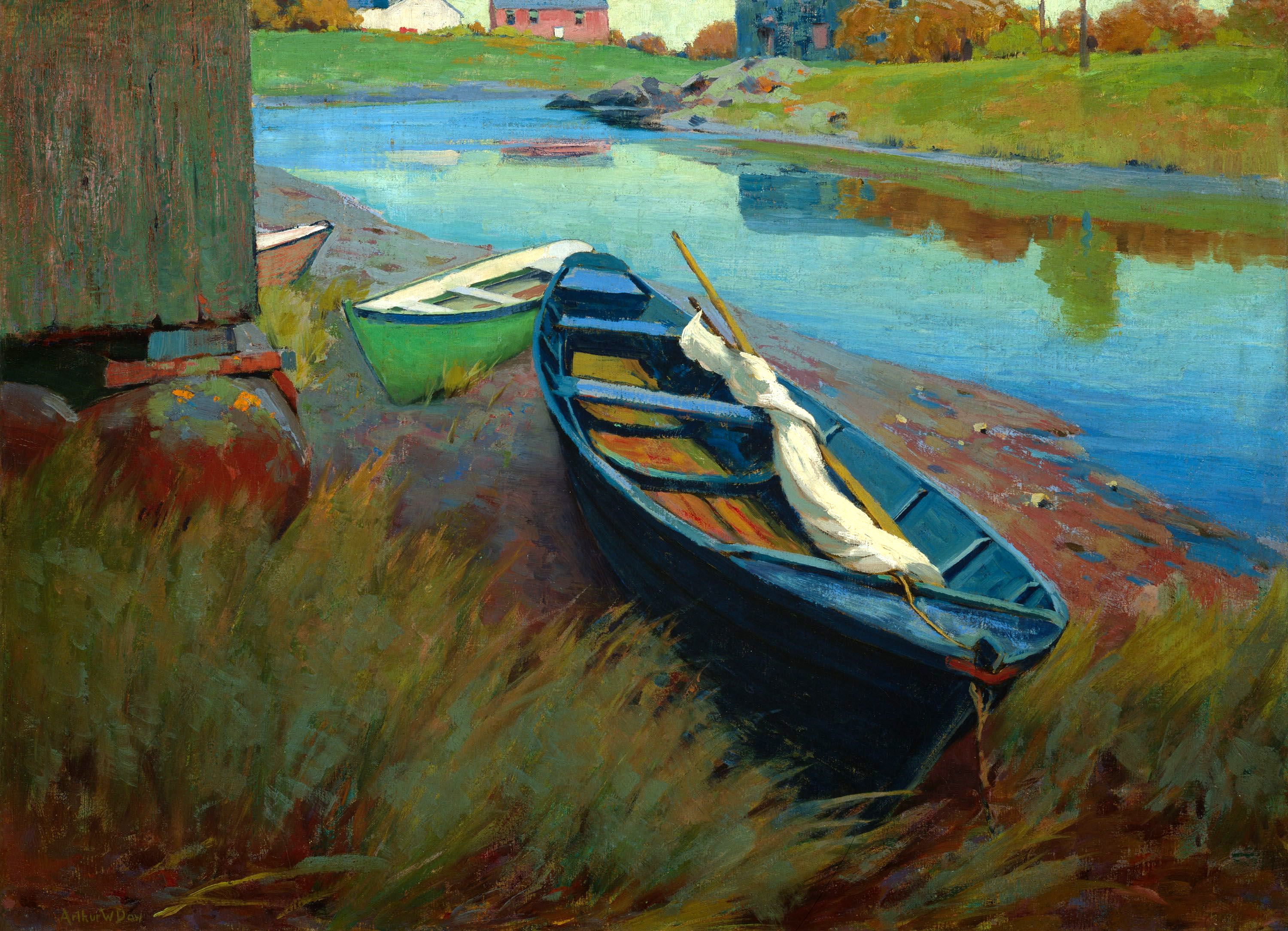
Łodzie w spoczynku, ok. 1895, Art Institute of Chicago
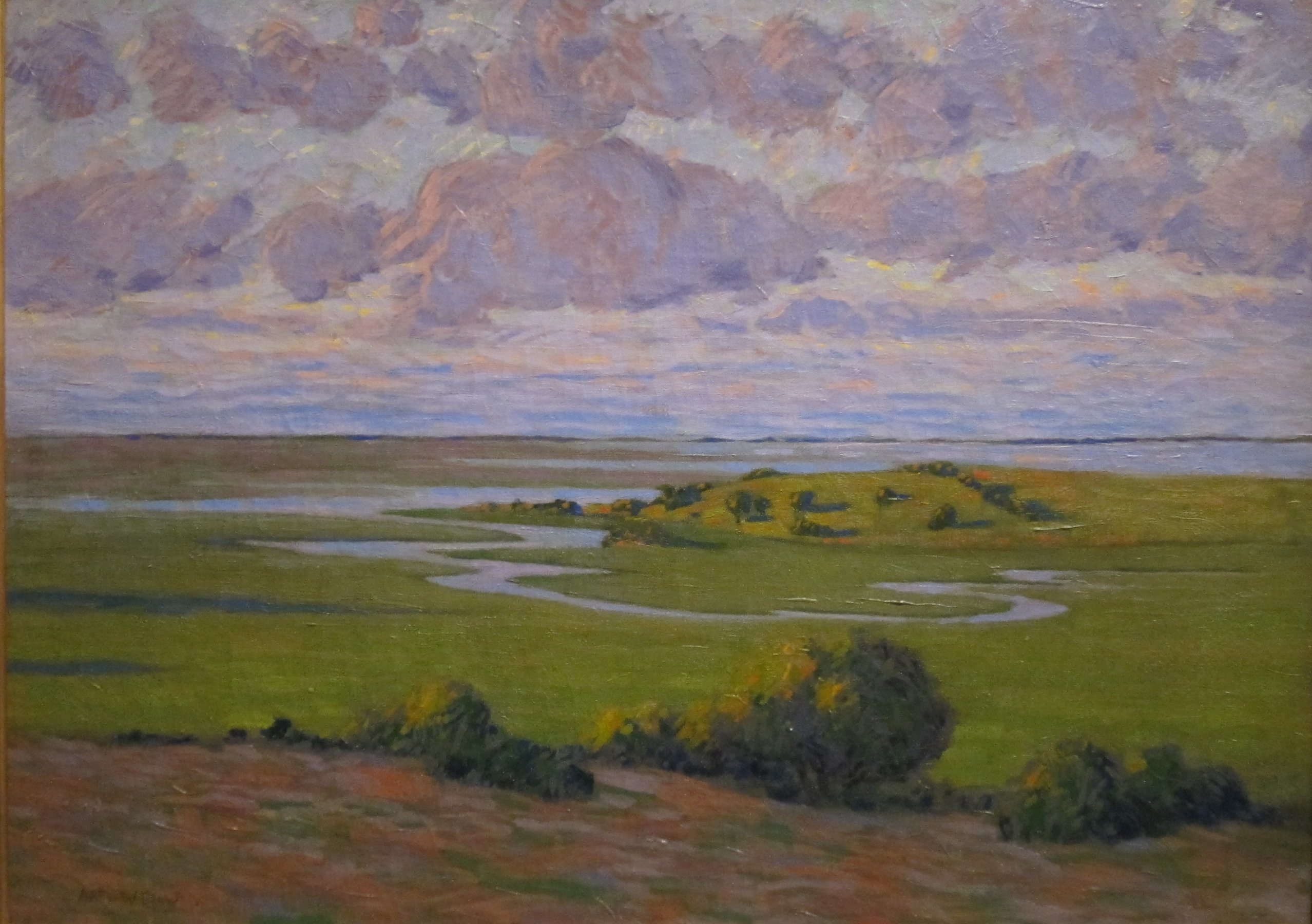
Lawenda i zieleń, 1912, Dayton Art Institute
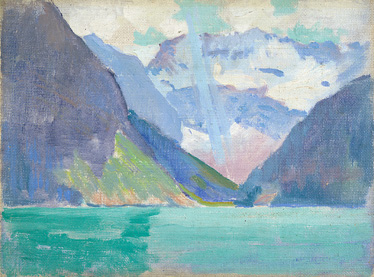
Widok Lake Louise w prowincji Alberta, 1919
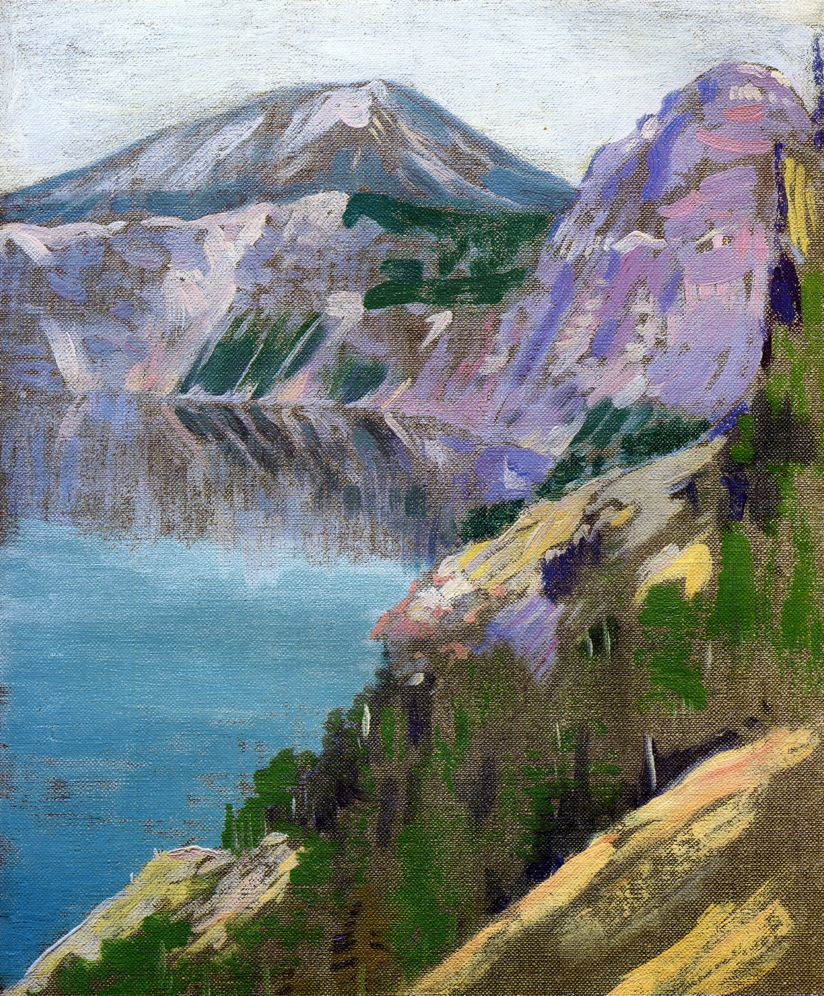
Jezioro Kraterowe, 1919, kolekcja prywatna

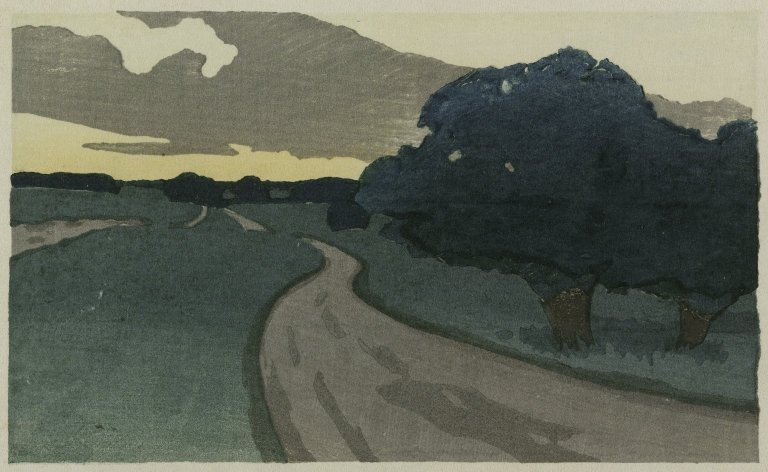
Długa droga: Argilla Road w Ipswich, 1898, Brooklyn Museum
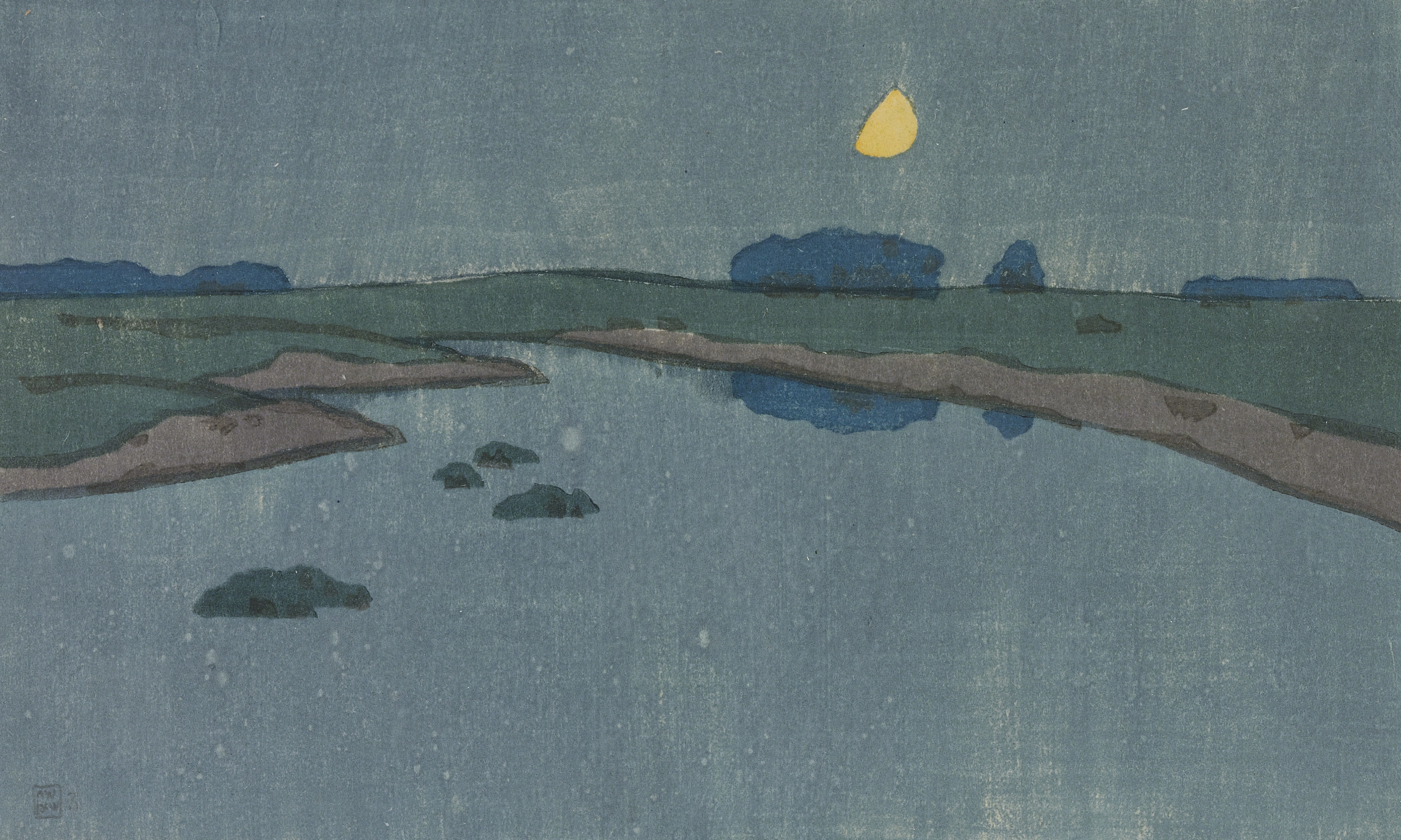
Bagna nad strumieniem, ok. 1905, kolekcja prywatna
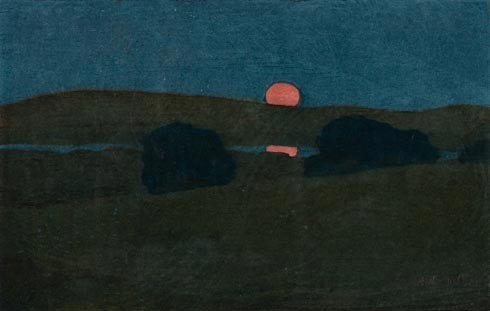
Sierpniowy księżyc, ok. 1905, kolekcja prywatna (Edgar O. Smith Collection, Nowy Jork)
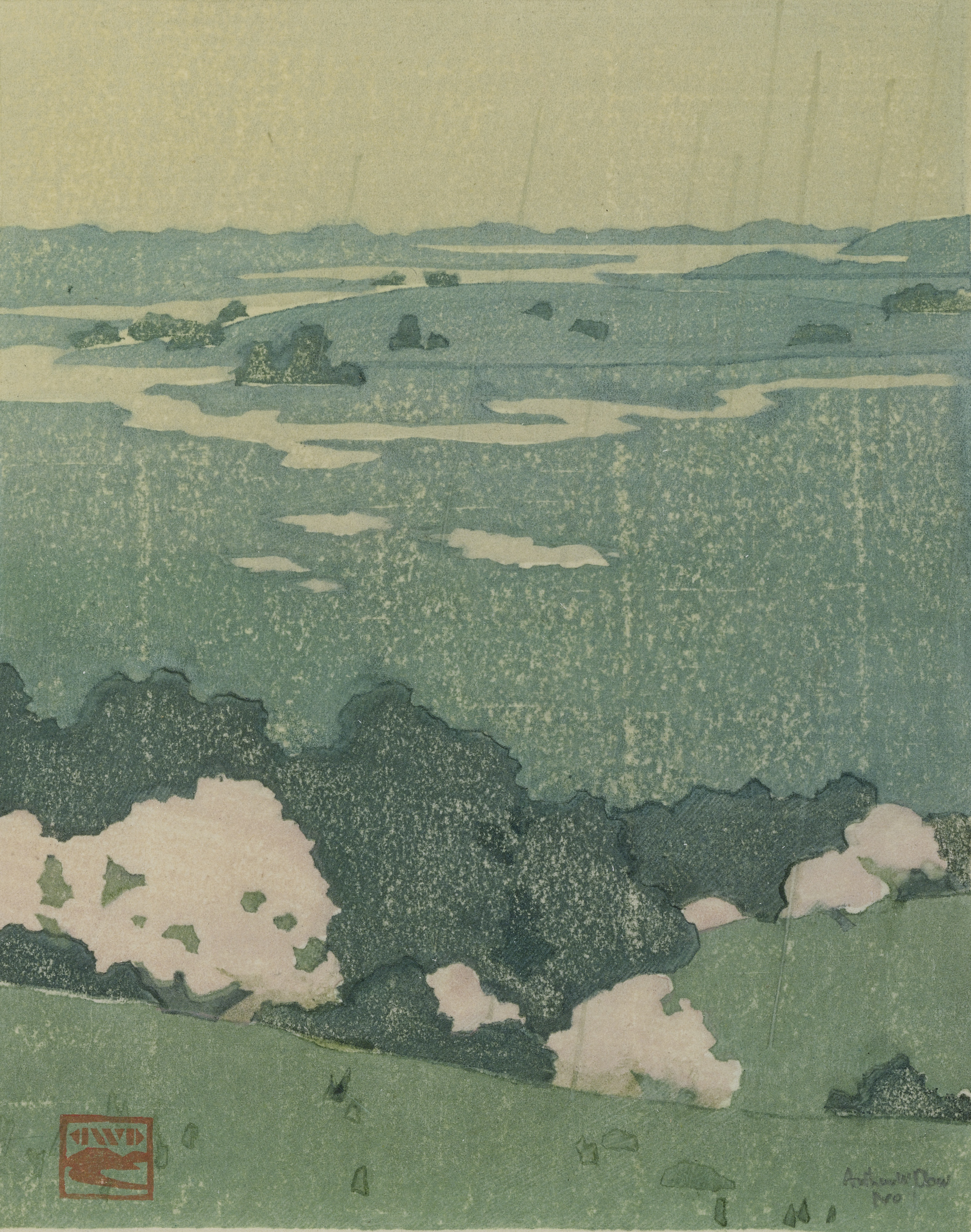
Majowy deszcz, 1907, kolekcja prywatna